# Wilhelm Schott
Wilhelm Schott (Mainz, 1802. szeptember 3. – Berlin, 1889. január 21.) német orientalista, sinológus.

## Élete és munkássága
Schott a Berlini Egyetemen kezdett kelet-ázsiai nyelveket tanulni, ahol már 1833-tól a kínai nyelvről és filozófiáról tartott előadásokat. 1838-ban kinevezték a Mainzi Egyetem docensévé. Élete során török, perzsa, kínai, mandzsu, mongol, tibeti, finn, magyar, csagatáj és japán nyelvet is tanított.
A Berlini Antropológiai, Néprajzi és Őstörténeti Társaság tiszteletbeli tagja volt, 1858-ban pedig a Magyar Tudományos Akadémia tiszteleti tagjává választották.

### A magyar nyelvhez kapcsolódó kutatásai
Schott a török és a magyar kapcsán azt kívánta bizonyítja, hogy „milyen beteljesülésre és harmonikus szépségre emelkedhetnek az igazi nyelvtani összeolvadás nélküli nyelvek is”. Ezeket a nyelveket szembeállította az orosz nyelvtannal, amely ugyan az első pillantásra sokkal gazdagabbnak látszik, mint például a török, de:

„ez a gazdagság csak külsődleges és rossz pótléka olyan belső hiányoknak, amilyenekkel a törökben nem találkozik az ember. A nyelv igazi fölénye nem deklinációinak és konjugációinak nagyobb számában van, nem a szabályok és kivételek nyomasztó sivatagában. Minden formai sokoldalúságnak, amennyiben nem egy szellemi sokoldalúság képviselője, és nem ábrázolja a fogalmak finomabb megkülönböztetéseit és árnyalatait, legfeljebb csak eufonikus értéke van.””

A magyar nyelv iránti rajongása példájaként a következő megállapításait gyakran idézik:

„A magyar nyelvben olyan üde, gyermeki természetszemlélet él, hogy előre nem is sejthető fejlődés csírái rejtőznek benne. Sok szép lágy mássalhangzója van. Magánhangzóit tisztábban ejti, mint a német. Egyaránt képes velős rövidségre és hatásos szónoki nyitottságra, szóval a próza minden nemére. Összhangzatos felépítése, csengő rímei, kifejezésbeli gazdagsága és zengő hangjai viszont kiválóan alkalmassá teszik, mint a tapasztalat is igazolja, a költészet minden ágára.”

## Főbb művei
- Werke der tschinesischen Weisen Kung-Fu-Dsü und seiner Schüler. Erster Theil Lün-Yü. Halle, 1826
- Versuch über die tatarischen Sprachen. Berlin, 1836
- Verzeichnis der chinesischen und mandschu-tschungusischen Bücher und Handschriften der Berliner Bibliothek. Berlin, 1840
- De Lingua Tschuwaschorum: dissertatio. Berolini (1841)
- Über das altaische oder finnisch-tatarische Sprachengeschlecht. Berlin, 1847
- Das Zahlwort in der tschudischen Sprachenklasse. Berlin, 1852
- Entwurf einer Beschreibung der chinesischen Litteratur. Berlin, 1854
- Altaische Studien. 5 Hefte, Berlin, 1860–1872
- Zur Beurteilung der Annamitischen Schrift und Sprache. Berlin, 1855
- Über die sogenannten Indochinesischen Sprachen, insonderheit das Siamesische. Berlin, 1856
- Die Cassiasprache. Berlin, 1859
- Chinesische Sprachlehre. Berlin, 1857
- Zur japanischen Dicht- und Verskunst. Berlin, 1878
- Über die Sprache des Volkes Rong auf Sikkim. Berlin, 1882
- Die finnische Sage von Kullerwo. Berlin, 1852
- Über die esthnische Sage von Kalewi-poeg. Berlin, 1863
- Über die (hochasiatische) Sage von Gesser-Chan. Berlin, 1851
- Über den Buddhismus in Hochasien und in China. Berlin, 1844
- Zur Litteratur des chinesischen Buddhismus. Berlin, 1873
- Älteste Nachrichten von Mongolen und Tataren. Berlin, 1846
- Das Reich Karachatei oder Li-Liao. Berlin, 1849
- Über die echten Kirgisen. Berlin, 1865
- Zur Uigurenfrage. 2 Teile, Berlin, 1874–1875